# カール・ピーター・ハーマン・クリステンセン
カール・ピーター・ハーマン・クリステンセン（Carl Peter Herman Christensen、1869年8月13日 - 1936年10月9日）はデンマーク最期の死刑執行人である。
法務大臣によって雇われ1906年8月27日から1926年4月1日まで在職したが、彼は一度も死刑を執行しないまま引退した。
そして、彼が引退した4年後の1930年に正式に死刑制度が廃止された。